# Kalvsjön (Örby socken, Västergötland)
Kalvsjön är en sjö i Marks kommun i Västergötland och ingår i Viskans huvudavrinningsområde.